# بنیتو ریگونی
بنیتو ریگونی (انگلیسی: Benito Rigoni؛ زادهٔ ۱۱ آوریل ۱۹۳۶) از برندگان مدال‌های بازی‌های المپیک زمستانی ۱۹۶۴ اهل ایتالیا است.